# Pałac w Olszynie Dolnej
Pałac w Olszynie Dolnej – wybudowany w 1830 roku, położony we wsi Olszyna Dolna w powiecie lubańskim, w pobliżu drogi z Jeleniej Góry do Zgorzelca. Dnia 28 września 1995 został wpisany do rejestru zabytków Narodowego Instytutu Dziedzictwa pod numerem 411/1235/J.

## Historia pałacu
Budowę pałacu rozpoczął w 1830 roku, w miejscu dworu z XVII wieku, hrabia Pourtales. Prace budowlane zostały zakończone w 1845 roku, a budowla otrzymała późnoklasycystyczny styl. W latach osiemdziesiątych XIX wieku pałac został zmodernizowany w stylu neorenesansu niderlandzkiego. Na początku XX wieku dobudowano zachodnie skrzydło i wieżę. Po II wojnie światowej w pałacu mieściło się m.in. przedszkole, lokal mieszkalny  PGR-u. W 1959 roku budynek został  zniszczony przez pożar. Po odbudowie  w latach 1967–1968 umieszczono w nim szkołę. Obecnie pałac jest własnością prywatną. Od 2010 roku jest remontowany.

## Architektura pałacu
Pałac jest  murowany  z cegły, dwukondygnacyjny, podpiwniczony o zwartych regularnych bryłach zakończonych neorenesansowymi szczytami. Trójskrzydłowa rezydencja wybudowana na planie litery "U" z niewielkim, prostokątnym dziedzińcem zamkniętym murem od strony północno-wschodniej. Nad budowlą góruje czworoboczna wieża nakryta czterospadowym dachem łamanym, umieszczona w zachodniej części korpusu głównego.
Pałac otoczony był dużym parkiem krajobrazowym z wiekowym drzewostanem. Obecnie zachowały się jedynie jego pozostałości. W pobliżu istniała również bażanciarnia. Zachowały się ponadto dawne zabudowania gospodarcze, które dziś są zniszczone i zaniedbane.